# Hongping (sockenhuvudort i Kina, Hubei Sheng, lat 31,67, long 110,42)
Hongping (kinesiska: 红坪, 红坪镇) är en sockenhuvudort i Kina. Den ligger i provinsen Hubei, i den centrala delen av landet, omkring 390 kilometer väster om provinshuvudstaden Wuhan. Antalet invånare är 5 901. Befolkningen består av 2 638 kvinnor och 3 263 män. Barn under 15 år utgör 11,0 %, vuxna 15-64 år 75 %, och äldre över 65 år 13,0 %.
Runt Hongping är det ganska glesbefolkat, med 24 invånare per kvadratkilometer. Närmaste större samhälle är Shangkanxiang, 17,8 km norr om Hongping. I omgivningarna runt Hongping växer i huvudsak blandskog.
Genomsnittlig årsnederbörd är 1 180 millimeter. Den regnigaste månaden är september, med i genomsnitt 207 mm nederbörd, och den torraste är december, med 12 mm nederbörd.